# Rudý kapitán
Rudý kapitán je česko-polsko-slovenský film režiséra Michala Kollára z roku 2016. Je to detektivní thriller odehrávající se v roce 1992 v rozpadajícím se Československu. Jde o poslední film, ve kterém hrál Ladislav Chudík.

## Obsazení
| Maciej Stuhr      | detektiv Richard Krauz            |
| Oldřich Kaiser    | Vlastimil Miloučký / Rudý kapitán |
| Martin Finger     | Ivan Canis                        |
| Michal Suchánek   | major Raninec                     |
| Marián Geišberg   | detektiv Eduard Burger            |
| Zuzana Kronerová  | Marika Kovačičová                 |
| Ladislav Chudík   | Janetka                           |
| Martin Pechlát    | bratr Miloučkého                  |
| Ondřej Malý       | Edo Stojka alias Kyblík           |
| Luděk Munzar      |                                   |
| Helena Krajčiová  | Sylvia Krauzová                   |
| Matyáš Svoboda    | Péťa                              |
| Petra Navrátilová |                                   |

## Recenze
- František Fuka, FFFilm
- Tomáš Stejskal, Aktuálně.cz
- Matěj Svoboda, MovieZone.cz